# 紹斯賽德 (阿肯色州獨立縣)
紹斯賽德（英語：Southside）是一個位於美國阿肯色州獨立縣的城市。

## 地理
紹斯賽德的座標為35°41′54″N 91°37′24″W / 35.69833°N 91.62333°W，而該地的平均海拔高度為108米（即354英尺）。

## 人口
根據2020年美國人口普查的數據，紹斯賽德的面積為25.53平方千米，皆為陸地。當地共有人口4279人，而人口密度為每平方千米167人。